# Румынская миоритская овчарка
Румы́нская миори́тская овча́рка (рум. Ciobănesc românesc mioritic) — порода крупных пастушьих собак, выведенная в румынских Карпатах.

## Общий вид
Румынская миоритская овчарка — крупная собака, высотой в холке 65—85 сантиметров и весом 50—65 килограмм. Эта массивная собака покрыта толстым слоем пушистой шерсти, которая может быть белой, с пепельно-серыми или кремовыми пятнами или без них, а также полностью пепельно-серой или кремовой.

## Темперамент
Главным свойством характера этой горной собаки считают дисциплину. Это спокойная, воспитанная собака. Поскольку основным назначением породы является охрана скота, собаки очень привязаны к своей семье и всеми силами стараются охранять её от нападений. Из-за крайней привязанности
этой собаки к хозяину начинать её дрессировку можно лишь один раз — она привязывается к своему первому владельцу на всю жизнь.

## История
Порода признана МКФ 6 июля 2005 года в Буэнос-Айресе, одновременно с признанием другой национальной породы — румынской карпатской овчарки.

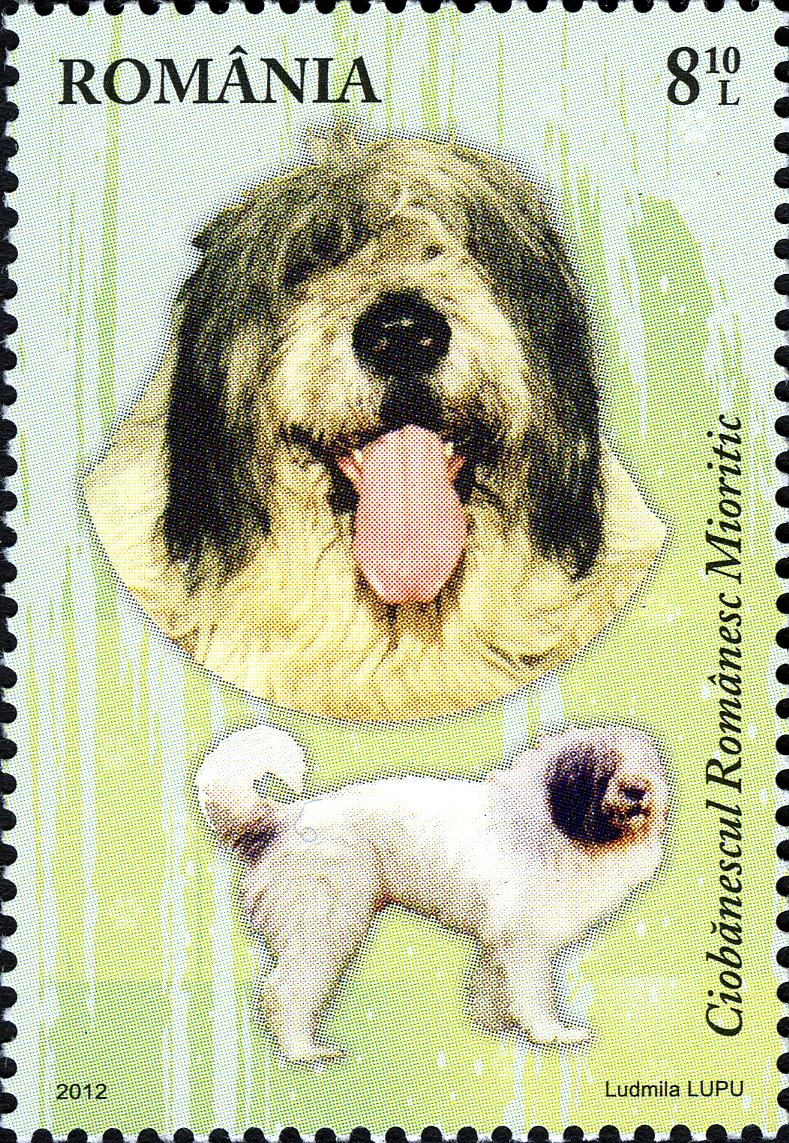

## Здоровье
Средняя продолжительность жизни миоритских овчарок — 12—14 лет.